# Río Cruz del Eje
Río Cruz del Eje är ett vattendrag i Argentina.   Det ligger i provinsen Córdoba, i den centrala delen av landet, 800 km nordväst om huvudstaden Buenos Aires.
Omgivningarna runt Río Cruz del Eje är i huvudsak ett öppet busklandskap. Runt Río Cruz del Eje är det glesbefolkat, med 10 invånare per kvadratkilometer.